# Tetronarce californica
Tetronarce californica, позната и као пафицичка електрична ража врста је електричне раже из породице  Torpedinidae ендемичне за приобалне воде северноисточног дела Тихог океана, од Бахе Калифорније до Британске Колумбије. Обично насељава пешчана водена дна, камените гребене и површине где има доста алги, дубине до 200 м, а понекада одлази у отворен океан.
Расте до 1,4 м, има упарене отворе за дисање иза очију и тамно сиву или смеђу боју коже, понекада са тамним мрљама, два леђна пераја неједнаке величине и добро развијено каудално пераје. 
Углавном лови ноћу, а може да произведе струју до 45 волти како би се одбранила или напала плен. Храни се углавном правим кошљорибама, а током дана углавном мирује на дну. Током размножавања ембрион се храни са жуманцем и хистотрофом односно материчним млеком. Женка може да роди од 17 до 20 потомака, вероватно сваке друге године. Међународна унија за очување природе истиче да за ову врсту постоји најмања забринуотост, јер се не лови много. 

## Таксономија  и станиште
Tetronarce californica је први описао амерички ихтиолог Билијам Орвил Ајрес, први кустос ихтиологије у Калифорнији, који је ову врсту назвао по држави у којој ју је открио. Ајрес је свој рад о овој врсти објавио 1885. године у уводном делу Зборника Академије Калифорније. Теодор Гил је 1861. године ову врсту сместио у род Tetronarce. Након тога сличне врсте виђене су у Чилеу, Перуу и у Јапану и све данас припадају роду Tetronarce.
Припадници ове врсте нађени су и ван Северне Америке, у заливу Себастијан у водама Бахе Калифорније, на потезу до Британске Колумбије. Ван Калифорније ова врста се углавном сусреће у Тихом океану на дубини од 3 до 30 м, док се код Баха Калифорније сусреће на дубини од 100 до 200м.  Постоје извештаји који указују да је Tetronarce californica примећена и на 425 м дубине. Углавном настањује воде које су температуре од 10°С до 13°С, често борави на пешчаном дну, каменитим гребенима и на местима где има доста алги и биљног растиња. Један припадник ове врсте снимљен је 17 км западно од Поинт Пиноса у округу Монтереј у Калифорнији, а пливао је само 10 м испод површине у води дубокој 3000 метара. Ово запажање указује да Tetronarce californica понекад оде даље од обалних вода у епипелагијску зону. 

## Опис и биологија
Tetronarce californica има меко, разбарушено тело. Њено тело је попут диска, дуго око 1,2 м са скоро равним предњим рубом и паром бубрега који су видљиви испод коже. Очи су мале, између ноздрва налази се кожни покривач који допире до уста, а на угловима је дубока бразда. Размак између уста и врха њушке приближно је једнак ширини уста и на три пута већој од удаљености између ноздрва. Ова врста има 25–28 горњих редова зуба и 19–26 доњих редова зуба; сваки зуб је ситан и гладак, са једним оштрим резом.
Tetronarce californica има два леђна пераја, при чему је прво двоструко већа од другог, а постављено је насупрот великих карличних пераја. Реп је кратак и прстенаст, завршава се великим трокутастим каудалним перајима. Ова врста је тамно сива, смеђа на горњој страни тела, понекад са малим тамнијим мрљама које се повећавају с годинама; доња страна је бела. Мужјаци достижу максималну познату дужину од 0,9 м, а женке 1,4 м. Максимална забележена тежина је 41 кг.
Са великом масном јетром и ткивима ниске густине, ова врста је готово неутрална и може се кретати уз помоћ врло мало напора. Пропулзивну снагу обезбеђује мишићави реп, док је диск чврст. Студије су показале да ова врста плива првенствено ноћу, када улази у гребене и друга станишта са високим рељефом терена, а већи део дана проводи у оближњим отвореним површинама, затрпаним седиментом. Номадска је и живи у самоћи, иако у истој области време може проводити неколико појединаца.
Као и остали чланови његове породице, Tetronarce californica производи снажне електричне ударе за напад и одбрану. Њени упарени електрични органи изведени су из мишића и чине око 15% њене укупне тежине, која се састоји од више хиљада „електричних плоча” напуњених у вертикалне шестерокутне стубове. Ови стубови функционишу у основи као батерије спојене паралелно; одрасле јединке могу да произведу око 45 волти електричне енергије са снагом од једног киловата, услед ниског унутрашњег отпора. Електрични органи испуштају директну струју у импулсима, од којих сваки траје 4–5 милисекунди. Када напада плен, у првим тренуцима ова врста обично производи импулсе брзином од 150–200 у секунди, успоравајући током времена. Преко хиљаду импулса може  произвести у целини, у зависности од времена колико је потребно да се плен онеспособи.  Брзина пулса ове врсте расте са температуром воде.
Због своје величине и начина одбране, Tetronarce californica ретко постаје плен другим животињама. Постоје записи о томе да је на острву Санта Каталина ова врста напала кита убицу. Cancellaria cooperi је специјализовани паразит ове врсте. Остали познати паразити ове врсте су Trebius latifurcatus, Amphibdelloides maccallumi и Acanthobothrium hispidum.
Tetronarce californica угланом се храни правим кошљорибама укључујући харинге, скуше, Sciaenidae, Sebastidae и Paralabrax clathratus, али такође и са главоношцима и бескичмењацима. Чељусти ове врсте се лако шире, што јој омогућава да лако и изненађујуће прогута плен. Једна женка, дугачка 1,2 м примећена је како гута сребрног лососа који је био готово њене дужине.
Током дана, ова врста вреба из заседе, а у тренутку када јој се потенцијални плен приближи, она излази из свог станишта и напада га. Током ноћи, када се многе рибе спусте ка дну, ова врста прелази на активну стратегију лова. У једном случају забележено је да је женка дуга 75 цм појела 20 цм дугачку скушу за мање од десет секунди. Иако се Tetronarce californica хранити у било које доба, ноћу доста брже реагује када угледа свој плен. Већином лови у мутним водама или на местима где је тотални мрак, а очи су јој углавном бескорисне.
Tetronarce californica је живахна врста, ембрион код женки храни се жуманцем, а касније од хистотрофа односно млека из материце које саджри протеине, масноћу и слуз. Зреле женке имају два функционална јајника и материцу. Размножавање се спроводи током целе године, при чему су мужјаци способни да се паре сваке године, а женке сваке друге. Период гестације није познат. Пријављено је да женка може носити од 17 до 20 младих јединки, крупнији примерци и више.

## Контакт са људима
Шок изазван струјом коју производи Tetronarce californica може у потпуности паралисати одраслког човека..  Познато је да пушта рониоце у своје станиште ако је не узнемиравају. Није познато да ли је ова врста одговорна за смртне исходе људи. Tetronarce californica тешко се прилагођава заточеништву, где одбија да се храни. Од 2000. године, неки јавни акваријуми су имали успеха да направе идеално станиште за ову врсту, нудећи им живу храну. Ова врста користи се и у биомедицинска истраживања, јер њихови електрични органи садрже обиље протеина нервног система, као што су ацетилхолински рецептор и ацетилхолинестераза.
Током седамдесетих и осамдесетих година 20. века, рецептори ове врсте постали су први неуротрансмитерски рецептори који су изоловани и секвенционирани и то се сматра успехом на пољу неуробиологије. Тај успех довео је до низа даљих напретка, а један од њих био је разјашњење патофизиологије.
Комерцијални риболов на ову врсту присутан је у малом броју у јужној Калифорнији, углавном у истраживачке сврхе. Ова ража нема економску вредост и углавном се случајно улови у мрежама. Чини се да ове активности имају мало утицаја на популацију, али Међународна унија за заштиту природе навела је малу забринутост за ову врсту.